# Вюийемен, Филипп
Филипп Вюийемен (фр. Philippe Vuillemin); род. 8 сентября 1958[…], Марсель) — французский художник, карикатурист и сатирик.

## Биография
Родился 8 сентября 1958 года в Марселе. Его отец работал в организации SACEM и вместе со своим сыном путешествовал по стране для сбора гонораров. Своё детство он провёл на Корсике и в Орлеане. 
В 18 лет он поехал в Париж, где присоединился к панк-рок группе и работал грузчиком.

## Карьера
В середине 1970-х годов Вюийемен начал работу в области комиксов и рассказов и публиковался во французских журналах.
В 1980-х годах он работал в Швейцарии в журнале L'Hebdo. В 1985 году он снялся в драме «Тайна Алексины». В 1988 году Вюийемен был привлечён к ответственности за публикацию серии комиксов «Hitler = SS» и был обвинён в «соучастии в расовых оскорблениях». Обвиняемые получили символический штраф в 1 франк, но работа была запрещена в серийной версии. В 1995 году Вюийемен выиграл Гран-при города Ангулем и это решение возмутило члена жюри, бельгийского карикатуриста и издателя Мориса де Бевере, который в знак протеста покинул церемонию награждения. В 2015 году Вюийемен присоединился к сатирическому еженедельнику Charlie Hebdo.